# 60423 Chvojen
60423 Chvojen è un asteroide della fascia principale. Scoperto nel 2000, presenta un'orbita caratterizzata da un semiasse maggiore pari a 1,9890152 UA e da un'eccentricità di 0,0649128, inclinata di 23,87083° rispetto all'eclittica.